# Campanilleros
Los campanilleros son grupos de músicos tradicionales que en la región española de Andalucía y en partes de la de Extremadura y el sur de Castilla-La Mancha entonan canciones de carácter religioso con acompañamiento de guitarras, campanillas y otros instrumentos. Los coros de campanilleros cantan al alba los rosarios de la aurora.
La marcha procesional Pasan los campanilleros, compuesta en 1924 por Manuel López Farfán y que forma parte del repertorio de la Semana Santa en Andalucía, se refiere a estos músicos andaluces e incluye en sus compases una melodía de su repertorio tradicional.

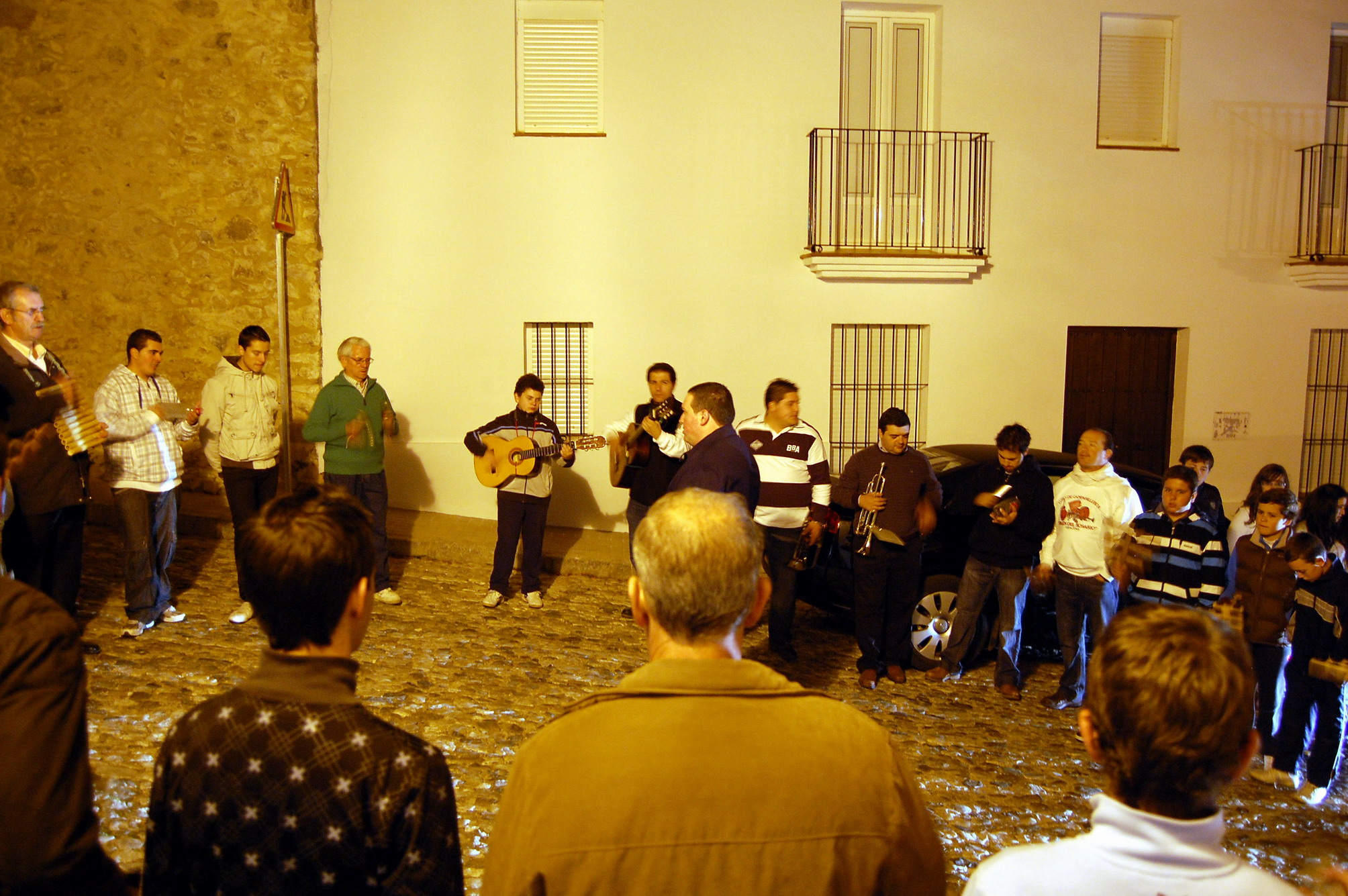
Campanilleros cantando por las calles de Aracena.
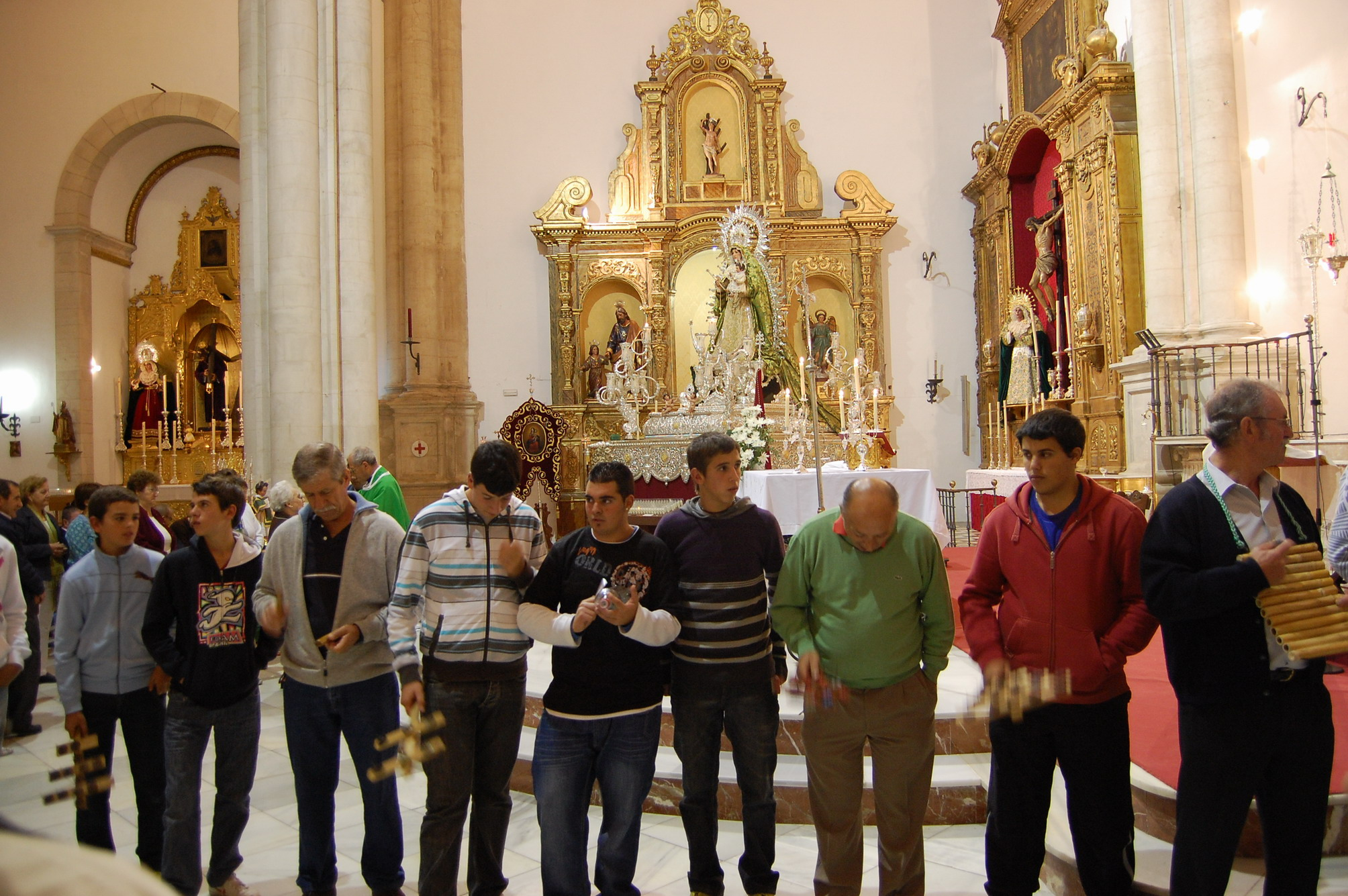
Campanilleros en la Misa de la Aurora, Aracena.
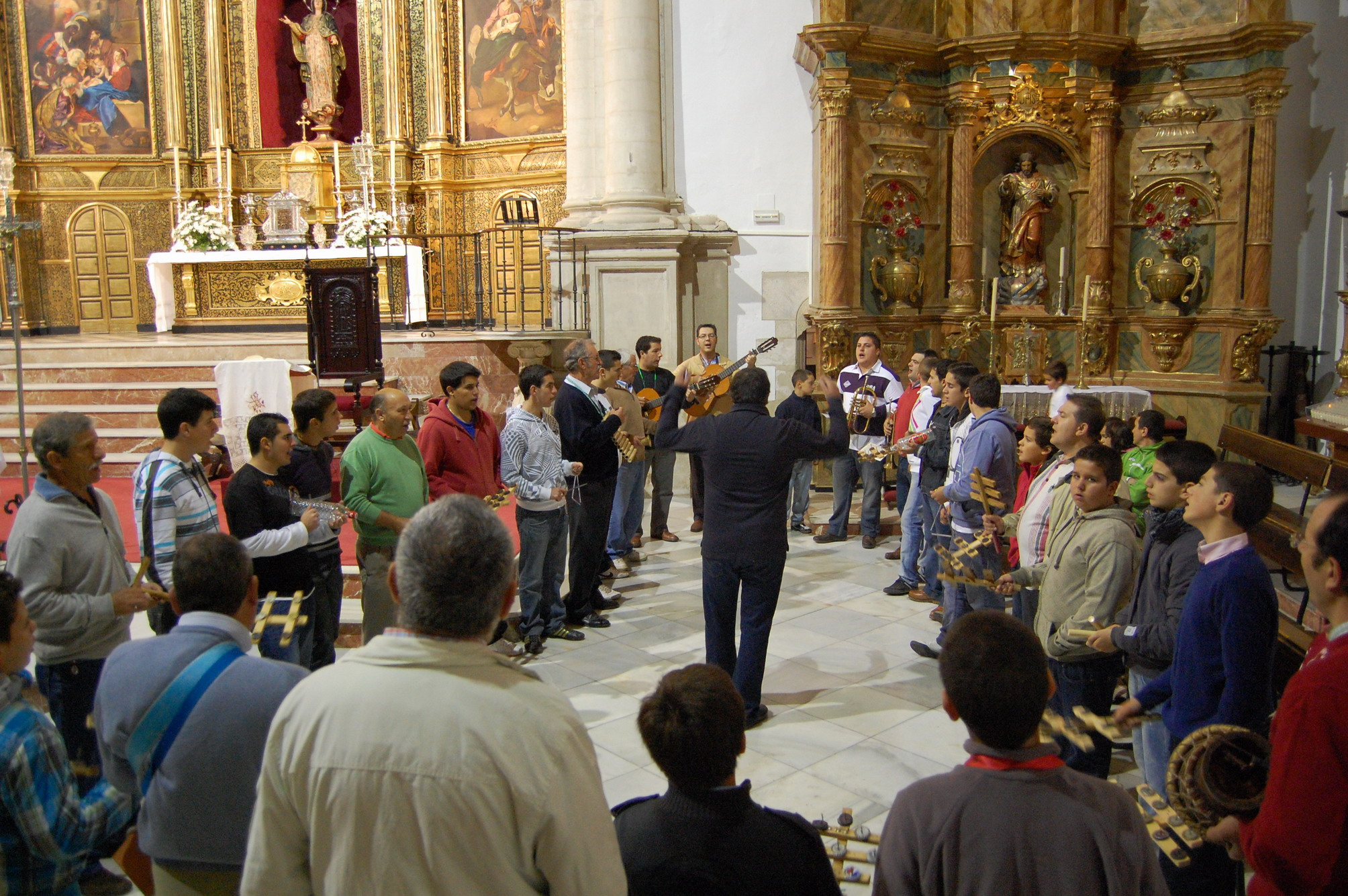
Campanilleros en la Misa de la Aurora, Aracena.

## Palo flamenco
También hay un palo flamenco así llamado por estar basado en una canción tradicional de campanilleros andaluces. Se trata de una copla de seis versos creada por el Niño Ricardo. La muestra más antigua de los campanilleros se encuentra en la obra de Manuel Torre grabada en 1929.
Su popularidad se debe a La Niña de La Puebla que la grabó sobre 1959 con letras compuestas por su padre, Francisco Jiménez Montesinos.
Gracia de Triana también los ejecutaba con maestría, y colaboró en la composición de las letras para su repertorio.
Otros autores conocidos son Juan Varea, El Agujeta, José Mercé, José Menese y Rocío Jurado.
También surgen versiones en estilos menos usuales como el caso de Supersubmarina, una banda andaluza de rock indie.